# Crescendo

Znak crescenda

Crescendo (z wł.: narastając, coraz głośniej; wym. kreszendo) – stopniowe zwiększanie głośności, wzmacnianie natężenia dynamiki w utworze muzycznym. 
W notacji muzycznej crescendo przedstawiane jest jako symbol graficzny (podobny do odpowiednio "wydłużonego" znaku mniejszości używanego w matematyce - <) lub w postaci skrótu (cresc.). Przeciwieństwem crescenda jest diminuendo.

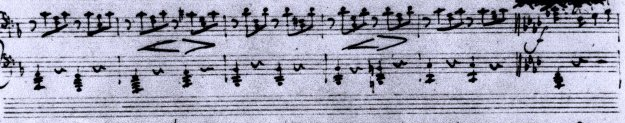
Znaki crescendo i diminuendo w oryginalnym zapisie Fantazji f-moll na cztery ręce na fortepian Franza Schuberta